# Nieuwendam

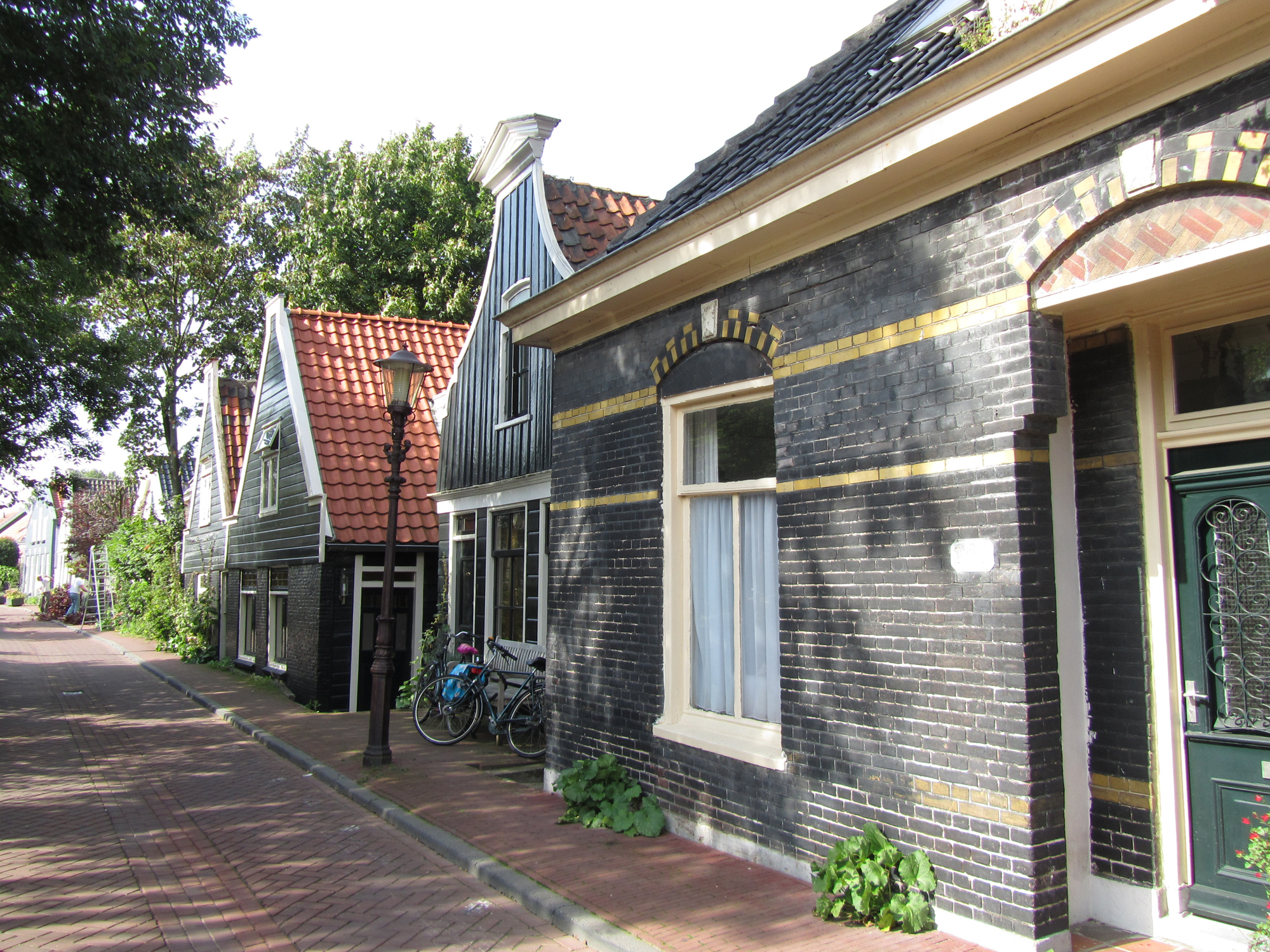
Nieuwendam.

Nieuwendam era un pueblo de la provincia de Holanda Septentrional, y ahora es un barrio de Ámsterdam del  distrito Amsterdam-Noord.
Nieuwendam fue un municipio independiente hasta el año 1921, en el que pasó a formar parte de Ámsterdam. El municipio absorbió los pueblos de Nieuwendam y Zunderdorp.